# Venus von Petřkovice

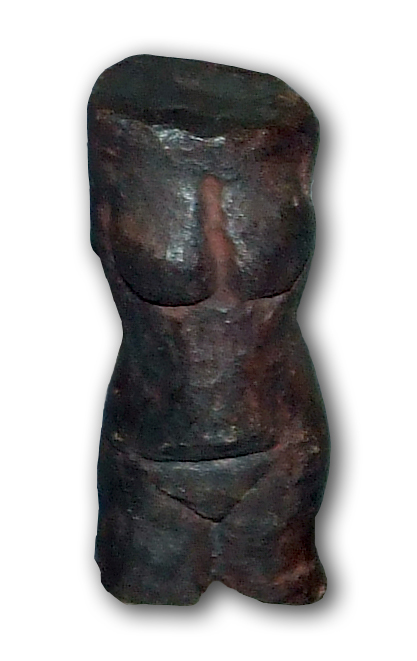
Venus von Petřkovice

Die Venus von Petřkovice (tschechisch Petřkovická venuše), auch Landeker Venus (tschechisch Landecká venuše) ist eine Venusfigurine aus dem jüngeren Gravettien, die am Hügel Landek bei Petřkovice in Tschechien gefunden wurde. Am Fundort – auf dem Gelände des heutigen Bergbaumuseums Landek Park – wurde eine stark vergrößerte Replik aufgestellt.

## Beschreibung
Das geschätzte Alter der kopflosen Figurine liegt bei 23.000–25.000 Jahren, sie wurde aus dunkelrotem Hämatit geschnitzt. Der 4,8 cm große Torso wurde 1953 gefunden und ist im Tresor des Archäologischen Instituts der Akademie der Wissenschaften der Tschechischen Republik in Brünn eingelagert.
Im Gegensatz zu den meist üppigen Leibern prähistorischer Venusfigurinen hat die Venus von Petřkovice die Gestalt einer jungen schlanken Frau und ist offenbar kopflos und ohne Unterschenkel gefertigt worden.

## Geschichte

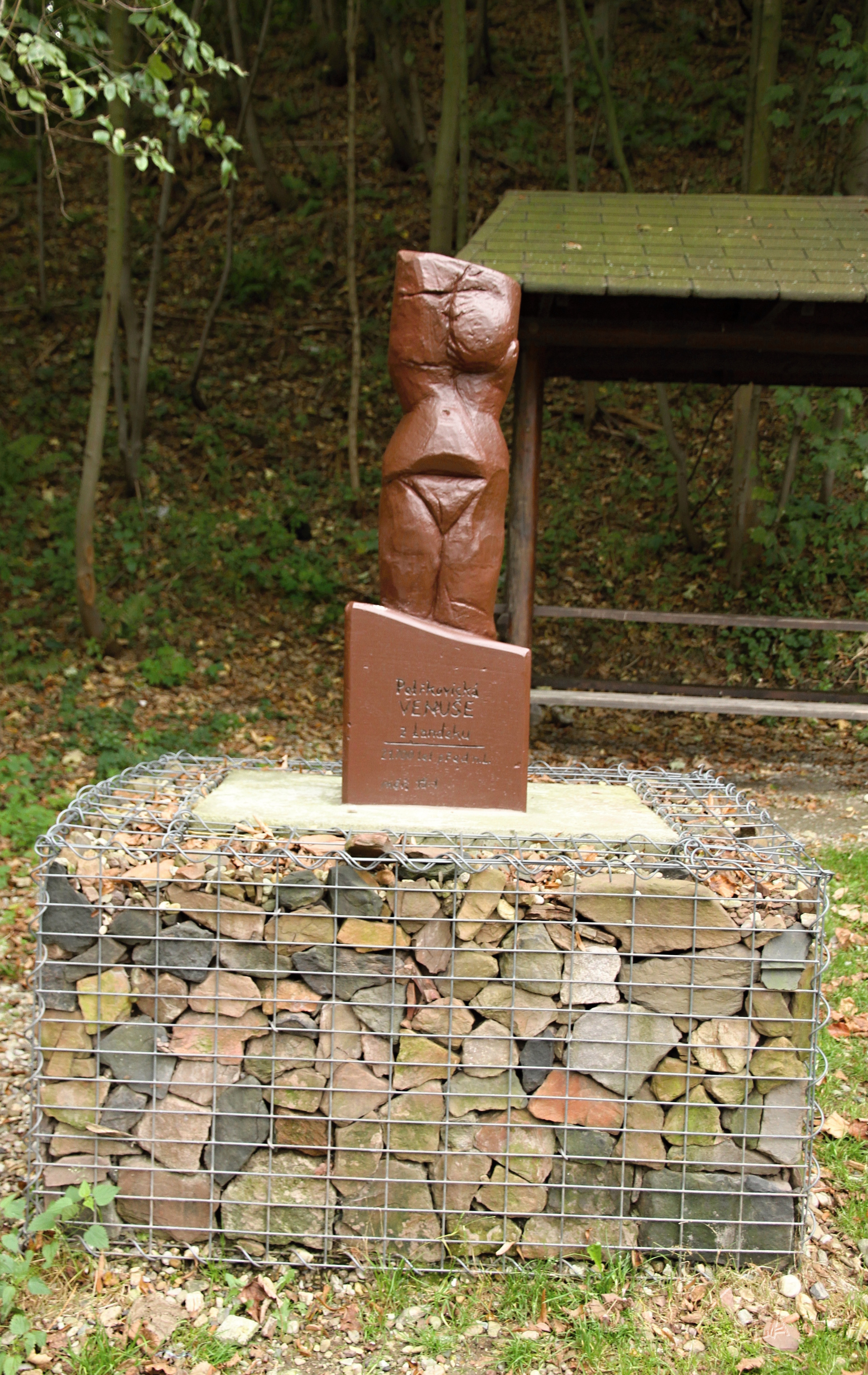
Vergrößerte Nachbildung am Fundort

In den Jahren 1952–1953 erfolgten Untersuchungen der jungpaläolithischen Siedlungsstätte von Mammutjägern auf dem Landek durch das Archäologische Institut Brünn der Tschechoslowakischen Akademie der Wissenschaften unter Leitung des Prähistorikers Bohuslav Klíma.
Am 14. Juli 1953 fand der Grabungstechniker Vilém Gebauer die in drei Teile zerbrochene Figurine zusammen mit weiteren Hämatitfragmenten in den Bodenschichten einer Feuerstätte unter einem größeren Haufen verbrannter Knochen. Es wird jedoch angenommen, dass die Venus bereits in Form eines Torsos gefertigt worden war.
Erstmals in Ostrava gezeigt wurde die Figurine am 15. November 2002 im Ausstellungsgelände Černá louka, wobei über 4000 Besucher kamen. Im Jahr darauf wurde sie für einen Tag im Bergbaumuseum Ostrava ausgestellt. Eine vom damaligen Primátor Petr Kajnar angestrebte Übergabe der Venus an die Stadt Ostrava lehnte das Archäologische Institut ab; stattdessen wurde zwischen den Städtischen Museen Ostrava und der Akademie der Wissenschaften eine Vereinbarung über eine jährliche, bei Bedarf mehrmalige, Ausleihmöglichkeit geschlossen. Eine weitere Präsentation der Venus in Ostrava erfolgte am 28. Oktober 2009 im Vestibül des Neuen Rathauses.